# Distrito de Tlacolula
El distrito de Tlacolula (Guichiguiba, en zapoteco), es uno de los 30 distritos que conforman al estado mexicano de Oaxaca y uno de los siete en que se divide la región valles centrales. Se conforma de 258 localidades repartidas entre 25 municipios.

## Municipios
| Código INEGI | Municipio                  | Cabecera                   |
| ------------ | -------------------------- | -------------------------- |
| 051          | Magdalena Teitipac         | Magdalena Teitipac         |
| 078          | Rojas de Cuauhtémoc        | Rojas de Cuauhtémoc        |
| 118          | San Bartolomé Quialana     | San Bartolomé Quialana     |
| 131          | San Donisio Ocotepec       | San Dionisio Ocotepec      |
| 145          | San Francisco Lachigoló    | San Francisco Lachigoló    |
| 194          | San Juan del Río           | San Juan del Río           |
| 197          | San Juan Guelavía          | San Juan Guelavía          |
| 219          | San Juan Teitipac          | San Juan Teitipac          |
| 226          | San Lorenzo Albarradas     | San Lorenzo Albarradas     |
| 233          | San Lucas Quiaviní         | San Lucas Quiaviní         |
| 298          | San Pablo Villa de Mitla   | San Pablo Villa de Mitla   |
| 325          | San Pedro Quiatoni         | San Pedro Quiatoni         |
| 333          | San Pedro Totolápam        | San Pedro Totolápam        |
| 343          | San Sebastían Abasolo      | San Sebastían Abasolo      |
| 349          | San Sebastián Teitipac     | San Sebastián Teitipac     |
| 356          | Santa Ana del Valle        | Santa Ana del Valle        |
| 380          | Santa Cruz Papalutla       | Santa Cruz Papalutla       |
| 411          | Santa María Guelacé        | Santa María Guelacé        |
| 449          | Santa María Zoquitlán      | Santa María Zoquitlán      |
| 475          | Santiago Matatlán          | Santiago Matatlán          |
| 506          | Santo Domingo Albarradas   | Santo Domingo Albarradas   |
| 546          | Teotitlán del Valle        | Teotitlán del Valle        |
| 550          | San Jerónimo Tlacochahuaya | San Jerónimo Tlacochahuaya |
| 551          | Tlacolula de Matamoros     | Tlacolula de Matamoros     |
| 560          | Villa Díaz Ordaz           | Villa Díaz Ordaz           |

## Demografía
En el distrito habitan 138,571 personas, que representan el 3.35% de la población total del estado. 
De la población del distrito, 65,314 hablan alguna lengua originaria, de los cuales 5,074 Personas no hablan la lengua española.